# Рилтон, Туре
Туре Рилтон (швед. Tore Rilton, 18 июля 1904, Гётеборг — 7 сентября 1983, Гётеборг) — шведский врач, шахматист-любитель и меценат.

## Биография
Рилтон учился и долгое время жил в Стокгольме. Имел частный кабинет на площади Норрмальмсторг. После прекращения врачебной практики (в 1970 г.) вернулся на родину. Последние годы вместе с женой прожил в пригороде Гётеборга.
С 1950 года Рилтон был членом Стокгольмского шахматного союза.
Рилтон скопил значительное состояние. Будучи бездетным, он разделил свое наследство на две части. Первую часть (картины Кандинского, Пикассо и Клее) он завещал Гётеборгскому художественному музею. На средства второй части (объемом 8 млн. крон без учёта налогов) был основан фонд, названный именем Рилтона. Две трети доходов фонда идут в Стокгольмский шахматный союз на организацию традиционного международного турнира, называемого «Кубок Рилтона». Впервые турнир был организован в 1971 г. при спонсорской поддержке самого Рилтона (10 тыс. крон). Позже он увеличил сумму пожертвования до 25 тыс. крон. Сейчас финансирование турнира осуществляется за счет средств фонда.